# Garameus
Els garamaeus (en grec antic: Γαραμαῖοι, llatí: Garamaei) foren una tribu de la regió d'Assíria que vivia a la vall del Licos, entre els districtes de l'Arrapaquítida i l'Apol·loniàtida.